# Mosty Małe
Mosty Małe (daw. Wola Machnowska) – wieś (dawniej miasto) w Polsce położona w województwie lubelskim, w powiecie tomaszowskim, w gminie Lubycza Królewska.
Wieś leży blisko granicy z woj. podkarpackim oraz granicy państwa z Ukrainą (drogowe i kolejowe przejście graniczne w Hrebennem).
Mosty Małe uzyskały lokację miejską około 1750 roku, zdegradowane w 1785 roku. W latach 1975–1998 miejscowość administracyjnie należała do województwa zamojskiego.
Położona nad rzeką Sołokiją. W okolicy bunkry punktu oporu „Małe Mosty” wchodzące w skład Linii Mołotowa.
Wieś jest sołectwem w gminie Lubycza Królewska. Według Narodowego Spisu Powszechnego z roku 2011 wieś liczyła 68 mieszkańców.
Wierni Kościoła rzymskokatolickiego należą do parafii Narodzenia Najświętszej Maryi Panny w Siedliskach.

## Historia
- 1470 – powstaje jako Wola Machnowska
- 1564 – właścicielami wsi jest rodzina Niszczyckich
- 1578 – zmiana nazwy na Mosty
- XVII wiek – zmiana nazwy na Mosty Małe
- XVIII wiek – miasto
- 1880 – wieś (471 mieszkańców)
- 1917 – budowa kaplicy greckokatolickiej pod wezwaniem Opieki NMP (filialna parafii w Hrebennem)
- 1921 – wieś o 117 domach (623 mieszkańców: w tym 143 żydów i 443 Ukraińców)
- 1938 – 650 mieszkańców: w tym 500 Ukraińców.